# Нічний продавець
«Нічний продавець» — ігровий фільм 2005 року.

## Зміст
Його час — ніч. Його погода — дощ. Саме після дощових ночей у місті знаходили понівечені тіла його жертв. Саме такої ночі студент Даня заступає на зміну в цілодобовий магазинчик. Даня — нічний продавець супермаркету. І штовхнуло ж його спокуситися на дружину господаря, яка, поки чоловік грав у казино, вирішила розважитися з Данею! Слідчий-міліціонер, заглянувши до магазину, поділився зі студентом спостереженням, яке підказувала йому детективна інтуїція: «У цю ніч маніяк обов'язково знову вийде на полювання». Міліціонер не помилився: лиходій дійсно шукав жертву — і тому теж заглянув у нічний магазин.

## У ролях
| Актор                | Роль                       |
| -------------------- | -------------------------- |
| Павло Баршак         | Даня (нічний продавець)    |
| Інгеборга Дапкунайте | дружина господаря магазину |
| Андрій Краско        | слідчий                    |
| Андрій Мерзлікін     | Покупець сигарет           |
| Костянтин Мурзенко   | Покупець горілки           |
| В'ячеслав Разбігаєв  | господар магазину          |
| Віктор Сухоруков     | денний продавець           |
| Марія Шалаєва        | дівчина Дані               |

## Знімальна група
- Режисер — Валерій Рожнов
- Сценарист — Валерій Рожнов
- Продюсер — Сергій Сельянов
- Композитор — Сергій Шнуров